# Mitchell van Bergen
Mitchell van Bergen (Oss, 27 augustus 1999) is een Nederlandse voetballer die als vleugelspeler speelt. Hij tekende in augustus 2025 een contract tot medio 2029 bij Sparta Rotterdam, dat hem overnam van FC Twente.

## Carrière

### Vitesse
Van Bergen verruilde in 2015 de jeugd van Willem II voor Vitesse. Hij maakte zijn debuut in het eerste elftal van deze club in 2015 in de thuiswedstrijd tegen FC Twente (5-1). Met 16 jaar en 113 dagen oud werd hij de jongste debutant ooit voor Vitesse. Daarin volgde hij Brahim Darri, die vier jaar eerder met 16 jaar en 333 dagen debuteerde. Van Bergen maakte deel uit van de selectie van Vitesse tijdens de gewonnen bekerfinale in 2017. Vanaf zijn debuut maakte Van Bergen regelmatig deel uit van de selectie van Jong Vitesse. Tot veel wedstrijden in het eerste kwam hij echter niet. Hij speelde in totaal 37 wedstrijden voor Vitesse, waarin hij goed was voor nul goals en zes assists.

### SC Heerenveen
In augustus 2018 tekende Van Bergen een contract voor vier seizoenen bij SC Heerenveen. Hij maakte op 1 september tegen VVV-Venlo. Op 8 december scoorde hij tegen Willem II zijn eerste twee doelpunten voor Heerenveen en zijn eerste goals in het profvoetbal in een 5-1 overwinning. Hij kwam tot zeven goals en twee assists in zijn eerste seizoen. Hij begon zijn tweede seizoen met een goal en een assist in de eerste speelronde tegen Heracles Almelo (4-0 winst). Hij kwam tot zes goals en vijf assists dat seizoen. In zijn derde jaar scoorde hij vier goals en gaf hij drie assists. In totaal kwam Van Bergen bij Heerenveen tot zeventien goals en tien assists in 99 wedstrijden.

### Stade Reims
In de zomer van 2021 vertrok Van Bergen naar Stade Reims in Frankrijk. Daar maakte hij op 29 augustus zijn debuut tegen Paris Saint-Germain FC, waar op dat moment Lionel Messi, Kylian Mbappé en Neymar de aanval vormden. Op 29 januari gaf hij in de verloren bekerwedstrijd tegen SC Bastia zijn eerste assist geven. Hij zou twee seizoenen spelen voor Stade Reims, waarin hij 51 wedstrijden zou spelen. Hij kwam daarin niet tot scoren en gaf drie assists.

### FC Twente
In de zomer van 2023 haalde FC Twente Van Bergen terug naar Nederland. Hij tekende bij Twente een contract voor vier seizoenen tot de zomer van 2027. Hij maakte zijn debuut, op 3 september, in de 2-0 gewonnen competitiewedstrijd tegen FC Volendam. Hij viel twintig minuten voor het einde in voor doelpuntenmaker Sem Steijn. Hij speelde 37 duels voor FC Twente, waarin hij niet tot scoren kwam. 

### Sparta Rotterdam
Op 31 januari 2025 werd Van Bergen voor de rest van het seizoen verhuurd aan Sparta Rotterdam. Op zondag 2 maart maakte hij voor het eerst sinds 4 april 2021 weer een doelpunt op het hoogste niveau, dus na 3 jaar, 10 maanden en 26 dagen zonder doelpunt. In de zomer van 2025 maakte Van Bergen definitief de overstap naar Sparta Rotterdam. Hij tekende een contract tot medio 2029.

## Clubstatistieken
| Seizoen         | Club               | Competitie      | Competitie | Competitie | Beker | Beker | Overig | Overig | Totaal | Totaal |
| Seizoen         | Club               | Competitie      | Wed.       | Doe.       | Wed.  | Doe.  | Wed.   | Doe.   | Wed.   | Doe.   |
| --------------- | ------------------ | --------------- | ---------- | ---------- | ----- | ----- | ------ | ------ | ------ | ------ |
| 2015/16         | Vitesse            | Eredivisie      | 1          | 0          | 0     | 0     | —      | —      | 1      | 0      |
| 2016/17         | Vitesse            | Eredivisie      | 17         | 0          | 2     | 0     | —      | —      | 19     | 0      |
| 2017/18         | Vitesse            | Eredivisie      | 10         | 0          | 1     | 0     | 2      | 0      | 13     | 0      |
| 2018/19         | Vitesse            | Eredivisie      | 3          | 0          | 0     | 0     | 1      | 0      | 4      | 0      |
| 2018/19         | SC Heerenveen      | Eredivisie      | 30         | 7          | 3     | 0     | —      | —      | 33     | 7      |
| 2019/20         | SC Heerenveen      | Eredivisie      | 25         | 5          | 4     | 1     | —      | —      | 29     | 6      |
| 2020/21         | SC Heerenveen      | Eredivisie      | 32         | 4          | 4     | 0     | —      | —      | 36     | 4      |
| 2021/22         | SC Heerenveen      | Eredivisie      | 1          | 0          | 0     | 0     | —      | —      | 1      | 0      |
| 2021/22         | Stade de Reims     | Ligue 1         | 20         | 0          | 2     | 0     | —      | —      | 22     | 0      |
| 2022/23         | Stade de Reims     | Ligue 1         | 28         | 0          | 1     | 0     | —      | —      | 29     | 0      |
| 2023/24         | FC Twente          | Eredivisie      | 21         | 0          | 1     | 0     | —      | —      | 22     | 0      |
| 2024/25         | FC Twente          | Eredivisie      | 15         | 0          | 1     | 0     | 9      | 0      | 25     | 0      |
| 2024/25         | → Sparta Rotterdam | Eredivisie      | 14         | 3          | 0     | 0     | —      | —      | 14     | 3      |
| 2025/26         | FC Twente          | Eredivisie      | 1          | 0          | 0     | 0     | 0      | 0      | 1      | 0      |
| 2025/26         | Sparta Rotterdam   | Eredivisie      | 0          | 0          | 0     | 0     | 0      | 0      | 0      | 0      |
| Carrière totaal | Carrière totaal    | Carrière totaal | 217        | 19         | 19    | 1     | 12     | 0      | 247    | 21     |

## Erelijst

### MetVitesse
| Competitie         | Winnaar | Winnaar | Runner-up | Runner-up |
| Competitie         | Aantal  | Jaren   | Aantal    | Jaren     |
| ------------------ | ------- | ------- | --------- | --------- |
| Nationaal          |         |         |           |           |
| Winnaar KNVB Beker | 1x      | 2016/17 |           |           |

2019 – Osse Sportman van het jaar 2019

## Verwijzingen
- Profiel Soccerway.com
- Profiel VitesseJeugd.nl

Van Aanholt ·
Baas ·
Bakari ·
Bednarek ·
Clement ·
Drommel ·
Duijvestijn ·
De Guzman ·
Kitolano ·
Kleijn ·
Kuiper ·
Lauritsen ·
De Ligt ·
Ltaief ·
Martins Indi  ·
Mito ·
Oufkir ·
Quintero ·
Sambo ·
Santos ·
Thórisson ·
Toornstra ·
Velthuis ·
Vianello ·
Young ·
Coach: Steijn
· Assistent-coach: Bakkati
· Assistent-coach: Driessen
· Keeperstrainer: De Jong